# Virginie Ledoyen
Virginie Ledoyen, född Virginie Vanessa Fernandez 15 november 1976 i Aubervilliers, Île-de-France, är en fransk skådespelerska och fotomodell.

## Roller i urval
- 1991 – Mima
- 1995 – Ceremonin
- 1995 – Männen kring Marianne (TV-film)
- 1998 – Mellan två höstar
- 2000 – Samhällets olycksbarn (miniserie)
- 2000 – The Beach
- 2002 – 8 kvinnor
- 2006 – Holly
- 2012 – Les Adieux à la reine
- 2025 – The Au Pair (miniserie)